# Europa Report (film)
Europa Report este un film science-fiction din 2013 regizat de Sebastián Cordero, avându-l protagonist pe Daniel Wu. Ca gen înregistrare recuperată, filmul reamintește o poveste fantastică a primului echipaj la luna Europa, una din lunile lui Jupiter. În ciuda unei căderi majore a tuturor comunicațiilor cu Pământul și Centrul de Control al Misiunii, și alte serii de crize, echipajul își continuă drumul spre Europa și întâșnește un mister tăios.

## Acțiune
Dr. Unger (Embeth Davidtz), CEO al venture-lui Europa (în engleză Europa Ventures), ne povestește misiunea Europa One. Șase astronauți se îmbarcă într-o misiune sponsorizată particular către luna Europa, una dintre lunile lui Jupiter,pentru a găsi urme potențiale de viață. Echipajul este condus de căpitanul Willam Xu (Daniel Wu), pilotul Rosa Dasque (Anamaria Marinca), șeful savanților Daniel Luxembourg (Christian Camargo), savantul în biologie marină Katya Petrovna (Karolina Wydra), inginerul junior James Corrigan (Sharlto Copley), și șeful inginerilor Andrei Blok (Michael Nyqvist).
După șase luni o furtună solară lovește nava, afectând comunicațiile cu [[centrul de comandă al misiunii. Blok și Corrigan efectueză o ieșire în spațiu (EVA) pentru a repara sistemul pe din afară, dar un accident contaminează costumul aerospațial cu hidrazină. El este forțat să rămână afară din navă și e lăsat să moare în spațiu, pe măsură ce aceștia își continuă drumul spre Europa.
La 20luni nava aselenizează în siguranță, dar ratează locul de aterizare original. Echipajul forează prin gheață și eliberează o sondă în marea din adâncuri. Blok care are probleme cu somnul și în atenția restului echipaj, vede o lumină în afara navei. Totuși îi este imposibil să înregistreze sau să convingă în vreun fel echipajul. Sonda este lovită de o lumină misterioasă, și contactul cu ea se pierde.
Petrovna insistă să se colecteze mostre dela suprafața Europei. După un vot, ea se gătește pentru o ieșire afară.  Analizând mostrele, Luxembourg descoperă urme ale unui organism unicelular. Pe fundalul comunicațiilor care cad din cauza radiațiilor care cresc, 'Petrovna' vede o lumină albastră în depărtare; ea decide să o investigheze. Se apropie de lumina care radiază de sub gheață, gheața se rupe și ea cade. Pe măsură ce ea coboară în adâncime, numai camera de pe capul ei continuă să capteze imagini, afișând fața ei îngrozită când bioluminiscența albastră se reflectă în ochii ei, după care se întrerupe.
Echipajul cade de accord să plece pentru a aduce descoperirea înapoi pe Pământ, dar lansarea are loc cu probleme. Odată nava căzând înapoi pe suprafață, Xu se dă jos de pe scaun să elibereze apa din amortizoarele hidraulice. În mod remarcabil, nava cade în locul de selenizare planificat. La impact, Xu moare, și nava este avariată pierzând oxygen și căldură. Începe să se afunde în gheață.
Blok și Luxembourg se îmbracă pentru a face reparații în afara navei. Luxembourg încearcă să coboare dar cade prin gheață. Blok știe că nu are nicio șansă să repare singur nava înainte să se scufunde. În schimb are succes și repară sistemul de comunicații, în detrimental închiderii sistemului de control și reglaj al atmosferei (life support system), chiar înainte să vadă aceeași lumină albastră că se apropie, și pare că și el cade prin gheață.
Dasque realizează liniile de comunicație cu Pământul. Toate imaginile și datele colectate care au fost salvate în ultimele luni se trimit, chiar când gheața se crapă și nava începe să cadă. Singură și știind că va muri, dasque deschide trapa navei și lasă apa înăuntru, sperând să stabilească sursa luminii. Pe măsură ce apa întră în cabina de comandă, ea vede o creatură bioluminiscentă ridicându-se către ea, înainte ca camera video să se întrerupă din emisie.
În epilog, Unger confirmă că echipajul de pe Europa a descoperit viață, și a depășit toate așteptările.

## Protagoniști
- Daniel Wu as William Xu
- Anamaria Marinca]] as Rosa Dasque
- Michael Nyqvist as Andrei Blok
- Karolina Wydra as Katya Petrovna
- Sharlto Copley as James Corrigan
- Christian Camargo as Daniel Luxembourg
- Embeth Davidtz as Dr. Unger
- Dan Fogler as Dr. Nikita Solokov
- Isiah Whitlock, Jr. as Dr. Tarik Pamuk
- Neil de Grasse Tyson as Himself

## Producție
Filmarea s-a făcut în Brooklyn. The first image from the film was revealed on 11 februarie 2012. A viral website to promote the film was launched shortly afterward.

## Răspunsul criticii
Europa Report a primit un răspuns în general bun din partea criticii.
- Rotten Tomatoes acordă filmului un scor de 79% "Certified Fresh" după 70 reviewuri ale filmului.[9]
- Website-ul de agreere și review Metacritic dă un rating de 68 din 100, și după 25 descrieri critici.[10]
- Filmul a fost nominalizat pentru premiul Bradbury de membrii Science Fiction and Fantasy Writers of America (SFWA).[11]